# 奥姆里
奥姆里（法語：Osmery，法語發音：[omʁi]）是法国谢尔省的一个市镇，属于圣阿芒蒙龙区。2024年1月1日，市镇吕尼布尔博奈并入奥姆里。

## 地理
奥姆里（46°56'5"N, 2°39'18"E）面积26.94 平方千米，位于法国中央-卢瓦尔河谷大区谢尔省，该省份为法国中部省份，北起卢瓦雷省，西接卢瓦-谢尔省和安德尔省，南至克勒兹省，东南接阿列省，东临涅夫勒省。
与奥姆里接壤的市镇（或旧市镇、城区）包括：瑞西香槟、雷蒙、科尔尼斯、沙尔利、布莱、朗唐、比西、沃尔奈。
奥姆里的时区为UTC+01:00、UTC+02:00（夏令时）。

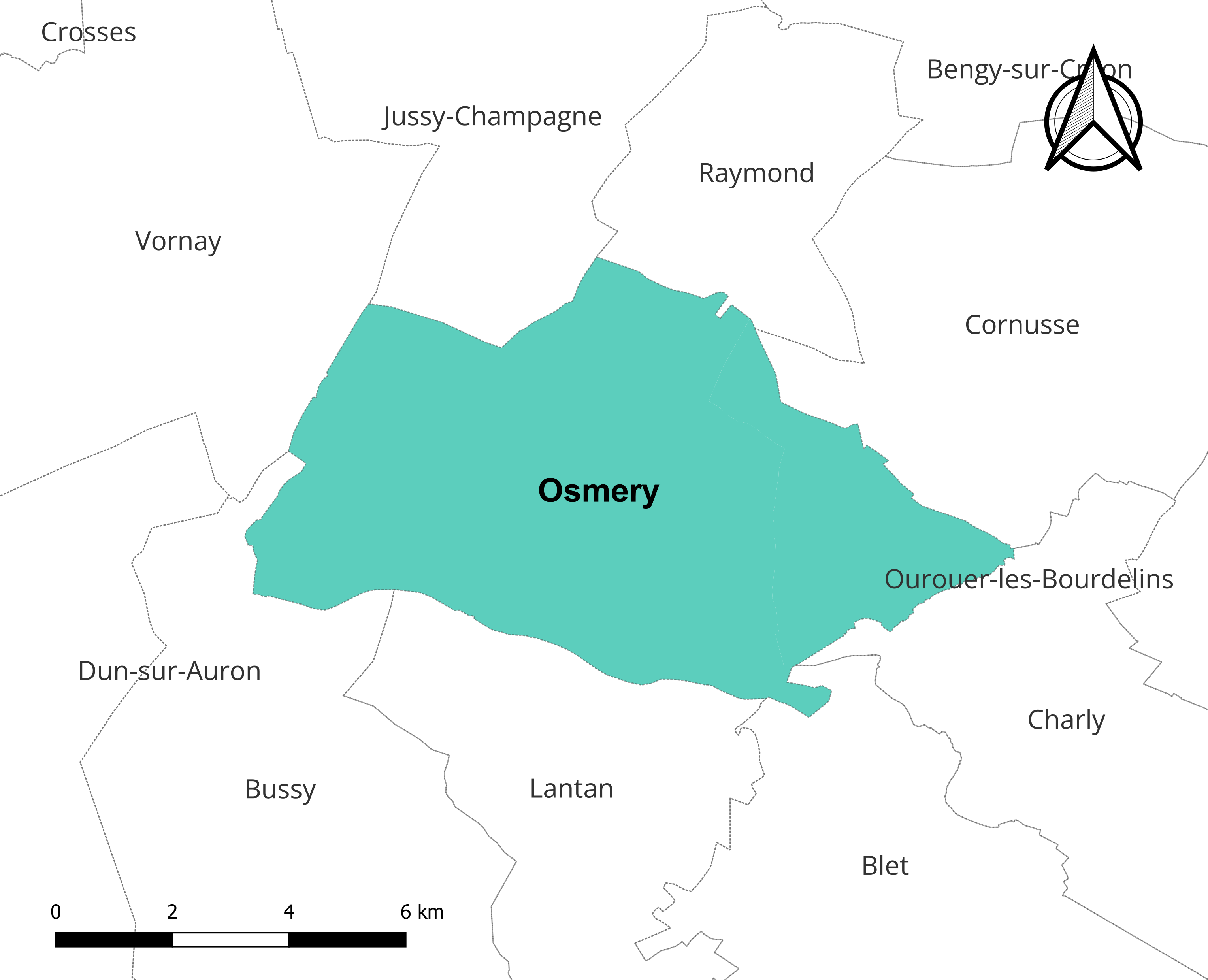
奥姆里的定位图

## 行政
奥姆里的邮政编码为18130，INSEE市镇编码为18173。

## 政治
奥姆里所属的省级选区为欧龙河畔丹县。

## 人口

1962-2008年间奥姆里人口变化图示

奥姆里于2022年1月1日时的人口数量为273人。